# هيئة المجتمعات العمرانية الجديدة (مصر)
هيئة المجتمعات العمرانية الجديدة هي هيئة حكومية مصرية، تتبع وزارة الإسكان والمرافق والمجتمعات العمرانية، وتعد جهاز الدولة المسئول عن التنمية العمرانية وإنشاء المدن والمجتمعات العمرانية الجديدة، أُنشِأت بقانون رقم 59 لسنة 1979 في عهد الرئيس الأسبق محمد أنور السادات.

## التشريعات المنظمة
- قانون رقم 59 لسنة 1979 في شأن إنشاء المجتمعات العمرانية الجديدة.[5][6][7]
  - التعديلات:
    - قانون رقم 86 لسنة 1997.[8][9]
    - قانون رقم 1 لسنة 2018.[10][11]

## المجتمعات العمرانية الجديدة
- مدن الجيل الأول (1977 - 1982)

السادس من أكتوبر - العاشر من رمضان - 15 مايو - دمياط الجديدة - برج العرب الجديدة -الصالحية الجديدة - السادات - القرى السياحية (مراقيا، مرابيلا، مارينا العلمين).
- مدن الجيل الثاني (1982 - 2000)

القاهرة الجديدة - الشيخ زايد - بدر - العبور - بني سويف الجديدة -المنيا الجديدة - النوبارية الجديدة - الشروق.
- مدن الجيل الثالث (2000 - 2014)

أسيوط الجديدة - طيبة الجديدة - سوهاج الجديدة - أسوان الجديدة - قنا الجديدة - الفيوم الجديدة - أخميم الجديدة - الأقصر الجديدة.
- مدن الجيل الرابع (2014 - الآن)

العاصمة الإدارية الجديدة - العلمين الجديدة - الإسماعيلية الجديدة - سلام مصر - المنصورة الجديدة - غرب قنا - ناصر الجديدة - رشيد الجديدة - مدينة الجلالة - توشكى الجديدة - حدائق العاصمة - حدائق أكتوبر - الفشن الجديدة - ملوي الجديدة - السويس الجديدة - السادس من أكتوبر الجديدة - العبور الجديدة - رأس الحكمة الجديدة.
- مشروعات أخرى

صواري، مروج، جزيرة حورس، مثلث ماسبيرو، أبو قير الجديدة.

## الشركات التابعة
- التعمير للتوريق (مساهم بنسبة 80%).[12][13]
- سيتي إيدج للتطوير (75%).[14]
- شركةالعاشر من رمضان للإنشاءات (52%)[15]
- العاصمة الإدارية للتنمية العمرانية (49%).[16]
- شركة هايد بارك (47%)[17]
- تنمية الريف المصري الجديد 43.75%).[18]
- بنك التعمير والإسكان (29.81%)[19]
- شركة التعمير للتمويل العقاري - الأولى (15%)[20]
- مصر سيناء للسياحة (مساهم بنسبة 9.2%).[21]
- واحات السيليكون للمناطق التكنولوجية (مساهم في رأس المال).[22]
- التعمير للتطوير العقاري.[23]
- شركة مصر للتعمير[24]

## وصلات خارجية
- الموقع الرسمي للهيئة.
- الموقع الرسمي لبيع الوحدات والأراضي (غير متاح في مصر)
- الموقع الرسمي القديم 2005-2013 (مؤرشف)